# Beit Hanina
Beit Hanina (en árabe: بيت حنينا‎:, en hebreo: בית חנינא‎) es un barrio palestino en Jerusalén Este y una localidad de la Gobernación de Jerusalén, en Cisjordania, Palestina. Se encuentra ubicado en la carretera a Ramala, a 6,5 kilómetros al noroeste de Jerusalén, a una altitud de 695 metros por encima del nivel de mar. Beit Hanina está rodeada por el asentamiento israelí de Pisgat Ze'ev y la localidad palestina de Hizma hacia el este; los asentamientos israelíes de Ramot y Ramat Shlomo y el barrio palestino de Shuafat hacia el sur; las localidades palestinas de Beit Iksa y Nabi Samwil al oeste, y los pueblos palestinos de Bir Nabala, al-Jib y al-Ram, así como el barrio jerosolimitano de Kafr Aqab hacia el norte.
Beit Hanina se ha visto dividida por el muro israelí de Cisjordania en dos partes: Al-Jadida (el pueblo nuevo), que está ubicado dentro de lo que Israel considera el término municipal de Jerusalén, y que incluye la gran mayoría de la zona urbanizada, y Al-Balad (el pueblo viejo), que queda fuera de los límites del municipio. La superficie total de Beit Hanina es de 16.284 dunams (16,3 kilómetros cuadrados), de los que 2.775 están urbanizados.
En 2007, Beit Hanina tenía una población superior a los 27.000 habitantes, que incluían a 26.762 habitantes palestinos de Jerusalén que vivían en el pueblo nuevo y a los 1.072 palestinos que vivían bajo la administración de la Autoridad Nacional Palestina. En 2012, esta cifra había crecido hasta los 34.840 habitantes.

## Etimología
Literalmente, Beit Hanina significa "Casa de Hanina," lo que parece sugerir que recibió su nombre de una persona, posiblemente una mujer. Más concretamente, fuentes del ayuntamiento afirman que el nombre de la ciudad viene de una antigua reina llamada Hanina que vivió en la aldea y cuyo nombre fue pasando de generación en generación. Algunos académicos han afirmado que "Hanina" deriva del asirio "Han-nina", que significa "el que provoca ternura" (hanan). También pueda ser una derivación de la palabra hana, que significa "acampado" o "campamento" desde un punto de vista militar.

## Arqueología
En junio de 2013, la Autoridad de Antigüedades de Israel desenterró una calzada romana de 1.800 años de antigüedad en Beit Hanina. The Jerusalem Post escribió sobre este descubrimiento: "Según la Autoridad de Antigüedades, la calzada de 8 metros de anchura, que data de tiempos del Imperio Romano, transcurría entre Jaffa y Jerusalén. Estaba construida con grandes piedras planas y tenía bordillos, creando una superficie cómoda para caminar. Algunas de las piedras estaban muy desgastadas, lo que indica un considerable uso pedestre, según comentó la Autoridad"

## Historia
Beit Hanina podría datar del periodo cananeo. Según el viajero decimonónico francés Victor Guérin, Beit Hanina es la bíblica Ananiah, de la Tribu de Benjamín. Edward Robinson estuvo de acuerdo con este diagnóstico, pero W.F. Albright mantuvo que Ananiah es el pueblo de al Azariyeh, en la Gobernación de Jerusalén de Palestina. Guérin también apuntó que en ocasiones se la llamaba Bayt Anina.
En 636, el Califato Islámico dirigido por Umar Ibn al-Jattab obtuvo la victoria en la Batalla de Yarmuk contra los bizantinos y consiguió así anexionarse Beit Hanina junto con el resto de Palestina. En los primeros siglos de dominio islámico sobre Palestina, grupos árabes yemenitas y qaisitas emigraron a Beit Hanina. La economía era agrícola, basada principalmente en olivos, higos, cebada y bulgur.
En 1099, los ejércitos cruzados capturaron Jerusalén, incluyendo Beit Hanina, masacrando a la población civil musulmana y empujando a huir a los supervivientes. Posteriormente volvieron para cultivar sus huertas y campos. Menos de un siglo después, en 1187, la ciudad fue recuperada por las fuerzas ayubíes de Saladino. Para asegurar una mayoría musulmana y proteger a la ciudad de otra futura cruzada, Saladino trajo poderosas tribus beduinas del desierto del Néguev y del norte del Hiyaz que se establecieron en la zona.
La mezquita de los viernes en Beit Hanina, llamada Sultán Ibrahim Ibn Adham, está dedicada a Ibrahim ibn Adham. Guérin anotó durante su visita a la zona que había sido nombrada en honor a un "Sidi Ibrahim". En 1927, Tawfiq Canaan descubrió la inscripción que todavía sigue sobre la puerta de la mezquita, que conmemora su construcción en el año 637 de la Hégira (1239-1240 d. C.).

### Época otomana
El Imperio Otomano incorporó Beit Hanina a sus posesiones en 1517 junto con el resto de Palestina. En 1596, Beit Hanina aparece en un registro de impuestos otomano como parte de la nahiya de Quds, del liwa de Quds. Tenía una población de 28 hogares musulmanes.
En 1838, Beit Hanina aparecía citada como un pueblo musulmán ubicado en el entorno inmediato de al-Quds (Jerusalén).
Victor Guérin, que visitó Beit Hanina en 1863, calculó que el pueblo tendría unos 300 habitantes. Socin encontró un listado oficial de pueblos otomanos de aproximadamente 1870 en el que Beit Hanina figuraba con 65 hogares y una población de 240 habitantes, aunque el recuento solo incluía a los hombres. Esto se debe a que los recuentos de habitantes tenían como objeto el futuro reclutamiento forzoso de hombres para los ejércitos otomanos, algo de lo que podían eximirse si pagaban una fuerte suma de dinero, lo que llevó a la deforestación de amplios olivares del municipio para obtener dicho dinero. Hartmann anotó en 1881 que Bet Hanina tenía 79 hogares.
En 1883, el Estudio sobre Palestina Occidental del Fondo para la Exploración de Palestina describió Beit Hanina como un "pueblo de tamaño moderado, con casas de piedra, ubicado sobre un terreno muy pedregoso, en una cresta entre dos valles. Está rodeado de olivos y tiene manantiales hacia el oeste, a una corta distancia. También hay viñedos cerca del pueblo."
En 1896, la población de Bet Hanina era aproximadamente de 792 personas.

### Mandato británico de Palestina
En el censo de Palestina de 1922, llevado a cabo por las autoridades del Mandato británico de Palestina, "Bait Hanina" tenía una población de 996 habitantes, todos ellos musulmanes, que había aumentado en el censo de 1931 hasta los 1.226 habitantes, todavía musulmanes en su totalidad, que vivían en 317 hogares.
Una encuesta oficial de tierra y población realizada en 1945 arrojó una cifra de 1.590 habitantes para Beit Hanina, de nuevo todos musulmanes, con una superficie de 14.948 dunams (14,948 kilómetros cuadrados). De esta cifra, 3.072 dunams estaban dedicados a plantaciones y regadíos, 4.304 se usaban para cultivar cereales y 219 estaban considerados zona urbana.

### Ocupación jordana
Durante la guerra árabe-israelí de 1948, Beit Hanina fue capturada por fuerzas jordanas junto con el resto de Cisjordania, y permaneció bajo ocupación jordana hasta 1967. Nuevas carreteras y escuelas fueron construidas en Beit Hanina en este periodo, y muchos de los emigrantes de la ciudad invirtieron en el desarrollo de un moderno suburbio conocido por aquel entonces como Ras al-Tariq (que se convertiría en Beit Hanina al-Jadid), localizado al este, a lo largo de la carretera entre Jerusalén y Ramala. En un censo realizado en 1961, Beit Hanina contaba con 3.067 habitantes.

### Ocupación israelí
La victoria israelí en la Guerra de los Seis Días de 1967 trajo consigo la ocupación militar de Cisjordania (incluida Beit Hanina), la Franja de Gaza, Jerusalén Este, los Altos del Golán y la Península del Sinaí. Salvo en el caso de esta última, que fue devuelta a Egipto tras los acuerdos de paz de Camp David en 1978, el resto permanecen a día de hoy bajo ocupación militar israelí. Poco después de conquistar la parte oriental de Jerusalén en 1967, Israel redibujó los límites municipales de dicha ciudad e incluyó en ellos la parte oriental de Beit Hanina, conocida actualmente como Beit Hanina al-Jadid (la nueva Beit Hanina), una política que formalizó oficialmente en 1980 mediante la denominada Ley de Jerusalén, que fue calificada de violación del derecho internacional por la ONU en su resolución 478 del Consejo de Seguridad. En 1982, la población de Beit Hanina era de 6.065 habitantes.

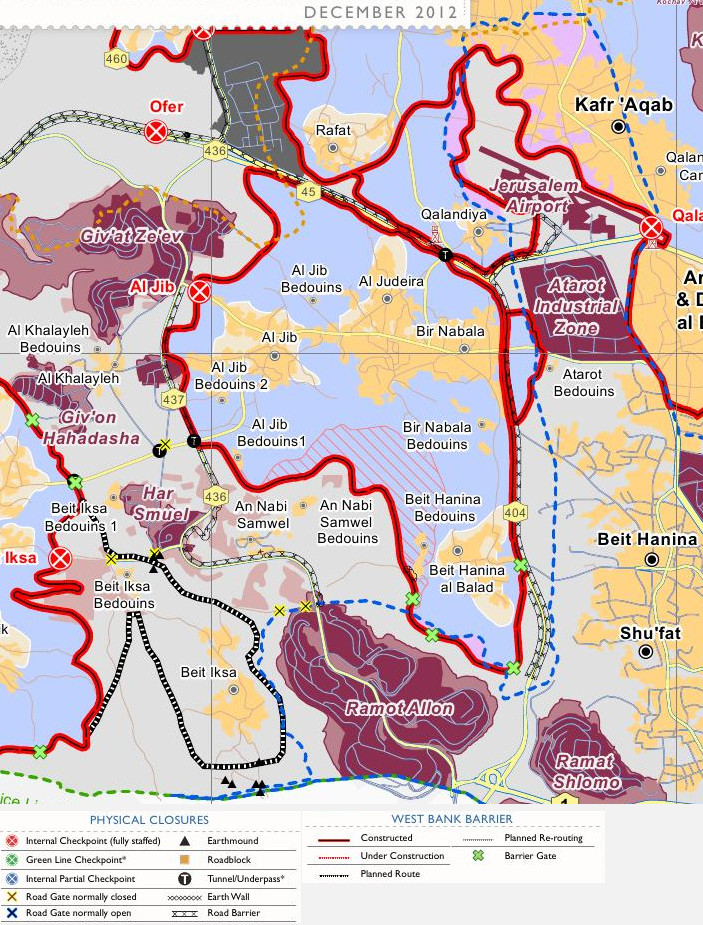
El muro de separación israelí al norte de Jerusalén, que divide Beit Hanina en dos partes, y a su vez deja ambas partes como enclaves aislados.

Según Ibrahim Mattar, durante los más de cincuenta años de ocupación israelí "el principal objetivo de los planificadores israelíes que dibujaron estas nuevas fronteras fue maximizar la superficie de tierras y minimizar el volumen de población palestina que debía ser incluida en el proyecto del Gran Jerusalén. Examinando el mapa, se puede identificar una serie de pueblos palestinos que han sido excluidos de las fronteras de la Gran Jerusalén pero cuyas tierras sí han sido incluidas dentro de dichas fronteras. Por ejemplo, hacia el oeste, los pueblos de Beit Iksa y Beit Hanina han quedado fuera de Jerusalén mientras que sus tierras están dentro."
La construcción en 1973 del asentamiento israelí de Ramot supuso la confiscación por parte de Israel de 134 dunums (13,4 hectáreas) de la superficie municipal de Beit Hanina, mientras que en 1990 se volvieron a confiscar 52 dunums (5,2 hectáreas) de terreno municipal para la construcción del asentamiento de Ramat Shlomo. Tras la Segunda Intifada, Israel comenzó a construir el muro de separación de Cisjordania, que separó la sección de Beit Hanina que había sido incluida en Jerusalén del resto de Cisjordania. Debido a su naturaleza urbana, el recorrido que el muro hace cerca de la ciudad está construido en cemento. Cuando el recorrido definitivo del muro se haya construido, Beit Hanina al Balad quedará completamente rodeada por este, quedando una sola salida a través de un túnel que la conectará con Ramala. Esta zona ha presenciado frecuentes enfrentamientos entre el ejército israelí y los manifestantes palestinos. Un adolescente de 15 años de Beit Hanina llamado Majdi Samir Musa Masalmani murió el 6 de octubre del año 2000 por disparos de soldados israelíes en la cabeza mientras participaba en una manifestación; según la ONG israelí B'Tselem, no participaba en disturbios ni enfrentamientos en el momento en el que fue abatido. El 8 de marzo de 2002, un joven de una localidad palestina cercana a Nablus fue detenido en Beit Hanina con un cinturón de explosivos adherido a su cuerpo; poco después, cuando se encontraba atado y custodiado, murió por los disparos de soldados israelíes.
El 18 de abril de 2012, una familia palestina, los Natshehs, fueron desahuciados de dos casas después de que un tribunal israelí decidiera que sus tierras pertenecían a judíos. El Israel Land Fund había adquirido los edificios en 1977 como parte de un plan para la construcción de un barrio judío de 50 apartamentos llamado "Nof Shmuel." La familia Natsheh afirmó que los documentos esgrimidos eran falsos y que los antepasados de la familia habían sido dueños de esa propiedad desde los años cuarenta, pero el tribunal israelí lo rechazó argumentando falta de pruebas. La Unión Europea condenó el desahucio y dijo estar muy preocupada por los planes para construir un nuevo asentamiento "en mitad de este barrio tradicional palestino." Desde 2012, dos de las casas de Beit Hanina están habitadas por colonos judíos.
Según el diario israelí Ynetnews, basándose en un informe del diario palestino Al-Quds, el Secretario de Estado de los Estados Unidos John Kerry ofreció en sus conversaciones con Mahmud Abbas, presidente de la Autoridad Nacional Palestina, hacer de Beit Hanina la capital de un futuro estado palestino. Según Al-Quds, Kerry exigió a Abbas que reconociese a Israel como un estado judío y ofreció que Beit Hanina se convirtiese en la capital palestina en lugar de toda Jerusalén Este.
El 17 de octubre de 2013, un joven de la localidad llamado Yunes Ahmad Mahmoud a-Radaydeh, de 27 años, fue abatido por soldados israelíes tras adentrarse en una base militar montado en un tractor. El 12 de octubre de 2015, en el contexto de lo que dio en llamarse la Intifada de los cuchillos, dos adolescentes de Beit Hanina se adentraron en el vecino asentamiento judío de Pisgat Ze'ev y apuñalaron a dos personas, dejando a una en estado crítico y otra en estado grave. A su vez, uno de los atacantes, Hassan Khaled Jebril Mahani, de 14 años, fue abatido por la policía israelí. El ataque tuvo amplia cobertura informativa y constituye el núcleo de la historia de Geraldine Brooks en el libro Un Reino de Olivos y Ceniza. Omar Skafi, un joven de 21 años de Beit Hanina, murió el 6 de diciembre de 2015 por disparos de la policía israelí tras llevar a cabo un intento de atropello y un ataque con cuchillo. Menos de una semana después moría también Abd al-Muhsen Hassuneh, de 21 años, abatido por policías israelíes tras haber realizado un nuevo intento de atropello.
En mayo de 2017 se anunció la construcción de una piscina municipal en Beit Hanina, la primera y única en un barrio árabe de Jerusalén, en un proyecto que también renovaría o llevaría piscinas municipales a seis barrios judíos, que se sumarían a las tres piscinas municipales ya existentes en otros tres barrios judíos. En noviembre de 2017, el ayuntamiento de Jerusalén anunció la concesión de permisos de construcción para 240 nuevas viviendas en Jerusalén Este, de las que aproximadamente 200 serían construidas en asentamientos judíos y tan solo unas 40 en barrios árabes, y en concreto en Beit Hanina.

## Geografía y clima
Beit Hanina se encuentra a una altitud de 695 metros por encima de nivel del mar. La separan apenas 6,5 kilómetros de Jerusalén, 8,5 kilómetros de Ramala, 23 kilómetros de Jericó, 35 kilómetros de Hebrón, 44 kilómetros de Nablus, y 50 kilómetros de Tel Aviv.
Tiene una media anual de precipitaciones de 594,8 mm, su temperatura media anual es de 16º y la humedad media anual está en el 60% aproximadamente.

## Educación y cultura

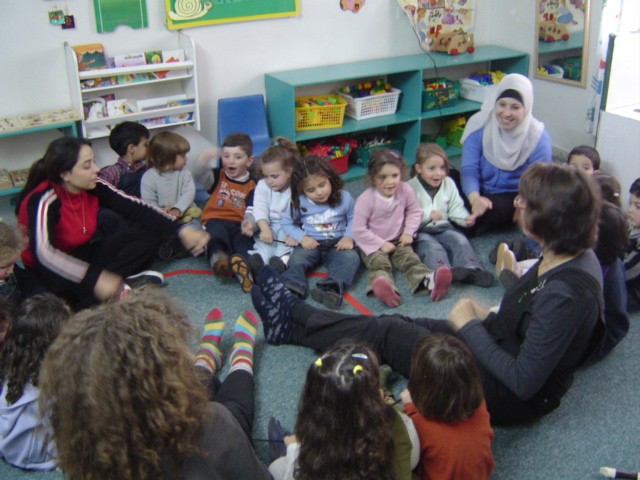
Guardería en Beit Hanina

La Universidad de Daawa y Principios Religiosos se estableció en Beit Hanina en 1978, y una rama de la Universidad al-Quds también se encuentra allí. Hay cuatro mezquitas en Beit Hanina: la del Sultán Ibrahim Ibn Adham, la Mezquita Bader, la Mezquita de la Universidad y la Mezquita del Suburbio del Profesor. También hay diversas escuelas cristianas, entre las que se incluyen las de las Hermanas del Rosario y De La Salle. El College des Freres construyó una nueva escuela en Beit Hanina en el año 2000. La Iglesia católica gestiona un centro comunitario y una iglesia, la de Santiago. En 2012, el gobierno japonés donó fondos con los que se pudo restaurar la Escuela Femenina de Beit Hanina.

## Transporte
La calle mayor de Beit Hanina fue anteriormente parte de la ruta 60, una carretera que recorre Israel de norte a sur uniendo Nazaret con Beerseba. En los años 90 se construyó una nueva ruta al este de la localidad, una autopista doble con tres carriles en cada dirección, lo que consiguió aliviar los atascos de tráfico en toda la carretera. El Tren Ligero de Jerusalén tiene una parada en Beit Hanina.
En 2011, Israel comenzó a construir una carretera que enlazaría los barrios de Jerusalén Este, incluyendo Beit Hanina, con el centro de Jerusalén Oeste. Según el diario israelí Haaretz, "representantes de Paz Ahora argumentan que la ruta actual de la ‘carretera no es legal, ya que el plan utiliza territorio ocupado para construir infraestructuras permanentes del poder ocupante, mientras desatiende por completo las necesidades de los residentes palestinos de Beit Hanina y el área circundante."

## Personalidades de Beit Hanina
Abdel Hamid Shoman, nacido en Beit Hanina, fue el fundador del Arab Bank. Su hijo, Abdul-Majid Shoman, sucedió a su padre como presidente del banco en 1974. En 2005, The New York Times informó de la muerte de Abdul-Majid Shoman con una noticia que explicaba que "Shoman venía de una importante familia palestina de la ciudad cisjordana de Beit Hanina. Su padre, Abdul-Hamid Shoman, estableció la primera rama del Arab Bank en Jerusalén en 1930. El banco fue un símbolo de las aspiraciones palestinas y supuso un impulso en la creación de instituciones financieras para una nueva nación." Según Lawrence Joffe, "Shoman rescató a menudo a Jordania del desastre fiscal. En el año 2000 liberó fondos en apoyo del dinar jordano, que se había desplomado tras la muerte del rey Hussein."
Guy Delisle describe su estancia en Beit Haninia durante los años 2008 y 2009 en su cómic "Crónicas de Jerusalén". En 2010, Akiva Eldar informó en Haaretz que el entonces primer ministro palestino Salam Fayyad vivía en Beit Hanina.

## Medio ambiente
Ya que una parte de Beit Hanina ha sido integrada por Israel en el término municipal de Jerusalén, esta localidad tiene los mismos problemas medioambientales que el resto de Palestina e Israel. En un artículo de revista titulado "Hipótesis de Desarrollo para 2050 en el Sector del Agua Palestino/Israelí," Jonathan Chenoweth describe lo que podría ocurrir si se mantiene el crecimiento de la población en el contexto de la actual escasez de agua. Chenoweth afirma "Israel y Palestina ya disponen de muy pocos recursos acuíferos en comparación con la media global (FAO, 2004). En el caso concreto de Palestina, esta escasez de agua afecta directamente a la vida diaria y a la actividad económica de la mayor parte de la población. Con el rápido crecimiento de la población en la zona y con recursos acuíferos ya inadecuados, el futuro hidrológico a largo plazo de la región promete ser problemático."
Los palestinos de Beit Hanina y de Jerusalén Este en general disponen generalmente de menos suministros de agua que otras partes de Jerusalén. Por ejemplo, en julio de 2012, Haaretz informaba de que "durante el mes pasado, el suministro de agua a decenas de miles de hogares palestinos en Jerusalén Este ha sido esporádico, en ocasiones no más de dos días a la semana. El problema afecta tanto a las comunidades conectadas a la red de aguas de la ciudad así como a las que reciben suministros de la Autoridad Nacional Palestina."

## En la cultura popular

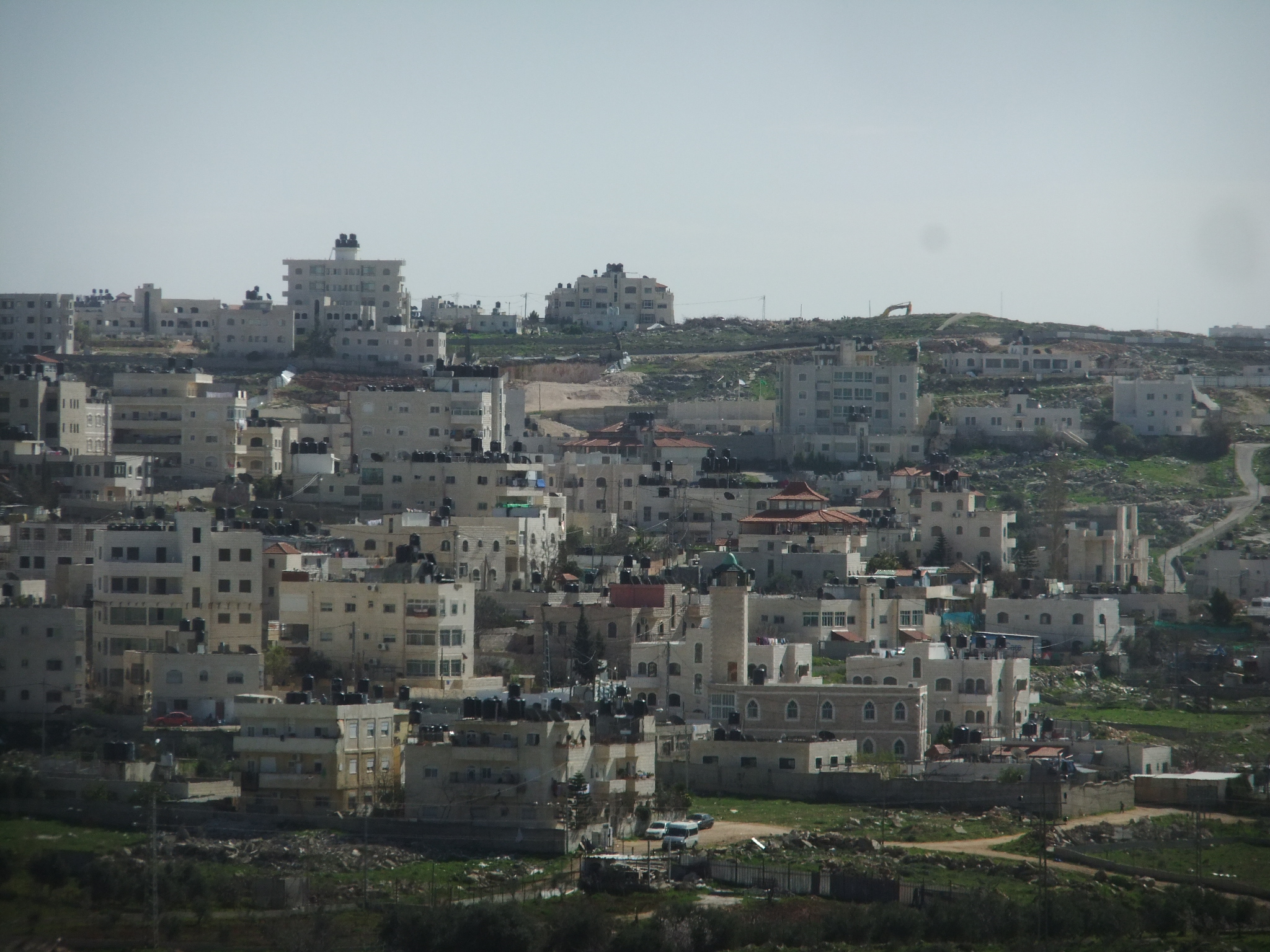
"Cada apartamento tiene una pequeña reserva de agua en el tejado con el nombre de su propietario y todo. Son negras y están conectadas a una placa solar." Guy Delisle, "Crónicas de Jerusalén".

El dibujante canadiense Guy Delisle vivió durante más de un año en Beit Hanina, una vivencia que reflejó en su libro "Crónicas de Jerusalén". En él refleja su primera impresión de Beit Hanina: "aceras inexistentes, carreteras con baches, coches aparcados por todas partes y un calor sofocante". Poco después añade: "Hay tantos expatriados que quieren instalarse en la parte palestina de la ciudad que los alquileres cuestan un ojo de la cara. El resultado es una curiosa mezcla de residencias gigantescas rodeadas de cascotes y basuras". Define lo que ve desde su ventana con las siguientes palabras: "cada apartamento tiene una pequeña reserva de agua en el tejado con el nombre de su propietario y todo. Son negras y están conectadas a una placa solar". De una manera análoga, el dibujante español José Pablo García observa en su cómic "Vidas ocupadas": "Me llamaron la atención los bidones negros de agua que había sobre las azoteas de todos los edificios. Forman parte del paisaje de todas las ciudades del territorio ocupado".
Por otra parte, la escritora australiana Geraldine Brooks describe también Beit Hanina en su historia "El cuidador de palomas", la primera de la colección "Un reino de olivos y ceniza". "La autopista separa dos barrios de Jerusalén Este -la Casa de Hanina y el Pico de Ze'ev- situados uno enfrente de otro, a cada lado de un valle poco profundo. Los dos son centros habitados desde hace mucho tiempo. Beit Hanina era el hogar de unas cuantas familias de agricultores ya en época cananea; (...) Los dos barrios han experimentado un crecimiento explosivo de la población desde 1967, cuando Israel arrebató este territorio a Jordania durante la Guerra de los Seis Días. Durante los años siguientes, las zonas urbanizadas se han ido extendiendo de un barrio a otro a través de un terreno que en otro tiempo ocupaban solo olivares y viñedos. Ahora, la concurrida carretera es lo único que marca a división entre el barrio palestino y el judío. Pisgat Ze'ev es la última parada del tranvía de Jerusalén, y Beit Hanina la antepenúltima. Los residentes de los dos barrios viven codo con codo, pero habitan dos mundos totalmente distintos". Poco después, añade: "Beit Hanina ha crecido orgánicamente con el tiempo a partir de sus orígenes como pequeña aldea, y contiene una gran variedad de casas nuevas y viejas. Viven allí unos treinta y cinco mil palestinos, dentro del territorio anexionado por Israel. Otras mil personas han sido desligadas de sus vecinos mediante la construcción de la barrera de separación levantada hace una década a raíz de la oleada de atentados perpetrados por terroristas suicidas que caracterizó la sublevación conocida como la segunda intifada. El amenazante muro de hormigón, que separa la mayor parte del territorio anexionado y reclamado por Israel de los terrenos ocupados que administra el ejército israelí, tiene unas implicaciones enormes. Los que viven en el lado palestino no pueden cruzar a la parte anexionada de Jerusalén Este -para ir al trabajo o a la escuela, para visitar a la familia o para hacer la compra- si no disponen de un pase temporal emitido con carácter discrecional por las autoridades israelíes".